# 荷蘭的伊蓮公主
荷蘭的伊蓮公主（荷蘭語：Irene der Nederlanden，1939年8月5日—），荷蘭朱麗安娜女王的次女。

## 生平
伊蓮出生於第二次世界大戰前夕。由於荷蘭被納粹德國入侵，伊蓮隨著家人先後流亡英國與加拿大。回到荷蘭後，伊蓮先是就讀烏特勒支大學，之後到馬德里學習西班牙語。
在馬德里期間，伊蓮遇見了卡洛斯·烏戈王子。卡洛斯·烏戈的父親是帕爾馬的薩維里奧王子，卡洛斯黨的王位宣稱者。兩人不久之後開始交往，且伊蓮在1963年昄依了羅馬天主教，消息傳到荷蘭後引起宣然大波。當時西班牙處於佛朗哥將軍的獨裁統治且受到歐洲各國孤立，而卡洛斯·烏戈試圖接近佛朗哥以使自己成為王位繼承人。
朱麗安娜女王原本打算前往西班牙將伊蓮帶回，但荷蘭政府表明若女王踏上西班牙國土，政府將總體辭職。最終由伯恩哈德親王前往西班牙，伊蓮和卡洛斯·烏戈才跟著回到荷蘭。朱麗安娜女王隨後與兩人，以及荷蘭首相維克多·馬里南等人開會，會後伊蓮宣布放棄王位繼承權。
伊蓮和卡洛斯·烏戈於1964年結婚，伊蓮在婚後支持丈夫對西班牙王位的宣稱。然而，當佛朗哥將軍於1975年去世時，他指定的繼承人胡安·卡洛斯成為了西班牙國王。卡洛斯·烏戈於1979年放棄對王位的宣稱並成為西班牙公民。兩人最終在1981年離婚。
伊蓮公主於1980年帶著孩子們返回荷蘭，之後積極參與反核活動以及其他與大自然相關的慈善事業。